# Benoît Nyssen
Benoît Nyssen, né le 12 septembre 1997 à Liège en Belgique, est un footballeur belge qui joue au poste de défenseur au SV Zulte Waregem.

## Biographie

### En club
Originaire de Liège, Benoît Nyssen commence sa formation assez naturellement au Standard de Liège, le club phare de la région, avant de poursuivre au KRC Genk à partir de 2013. Il y évolue jusqu'au espoirs mais sans jamais parvenir à intégrer le noyau A et finit même par se retrouver sans club en 2016 lorsque Genk lui refuse un contrat professionnel.
Âgé de 20 ans, il s'engage alors avec le RFCU Luxembourg en janvier 2018 qui cherche à renforcer son secteur défensif à l'intersaison. Il remporte la coupe du Luxembourg dans la foulée, ce qui lui permet de disputer les qualifications de la Ligue Europa la saison suivante.
Lorsque son contrat expire, il rejoint le RFC Liège en mai 2021 avec l'objectif d'aider les Sang et Marine à atteindre la Challenger Pro League et réintégrer ainsi les séries professionnelles,. C'est presque chose faite dès sa première saison mais le club échoue à un petit point du FCV Dender EH lors des play-offs amateurs mais ce n'est toutefois que partie remise car le RFC Liège est promu la saison suivante à la faveur d'une seconde place au classement et alors que cette saison désigne execeptionnellement trois clubs promus. En juin 2023, Nyssen prolonge l'aventure pour deux saisons avec le club liégeois.
Lors du mercato estival 2024, Nyssen troque les Sang et Marine pour le SV Zulte Waregem.

### En sélections nationales
Benoît Nyssen est un ancien international chez les jeunes, il comptabilise quelques sélections chez les U15, U16 et U17,.

## Statistiques

### En club
| Saison                | Club                  | Championnat           | Championnat | Championnat | Championnat | Coupe(s) nationale(s) | Coupe(s) nationale(s) | Coupe(s) nationale(s) | Supercoupe | Supercoupe | Supercoupe | Compétition(s) continentale(s) | Compétition(s) continentale(s) | Compétition(s) continentale(s) | Compétition(s) continentale(s) | Autres compétitions | Autres compétitions | Autres compétitions | Autres compétitions | Total | Total | Total |
| Saison                | Club                  | Division              | M.          | B.          | P.d.        | M.                    | B.                    | P.d.                  | M.         | B.         | P.d.       | Comp.                          | M.                             | B.                             | P.d.                           | Comp.               | M.                  | B.                  | P.d.                | M.    | B.    | P.d.  |
| 2017-2018             | RFCU Luxembourg       | Division Nationale    | 8           | 0           | 0           | 3                     | 1                     | 0                     | -          | -          | -          | -                              | -                              | -                              | -                              | -                   | -                   | -                   | -                   | 11    | 1     | 0     |
| 2018-2019             | RFCU Luxembourg       | Division Nationale    | 9           | 0           | 0           | 1                     | 0                     | 0                     | 1          | 0          | 0          | C3                             | 1                              | 0                              | 0                              | -                   | -                   | -                   | -                   | 12    | 0     | 0     |
| 2019-2020             | RFCU Luxembourg       | Division Nationale    | 14          | 0           | 1           | 3                     | 1                     | 0                     | -          | -          | -          | -                              | -                              | -                              | -                              | -                   | -                   | -                   | -                   | 17    | 1     | 1     |
| 2020-2021             | RFCU Luxembourg       | Division Nationale    | 18          | 0           | 0           | 1                     | 0                     | 0                     | -          | -          | -          | -                              | -                              | -                              | -                              | -                   | -                   | -                   | -                   | 19    | 0     | 0     |
| Sous-total            | Sous-total            | Sous-total            | 49          | 0           | 1           | 8                     | 2                     | 0                     | 1          | 0          | 0          | -                              | 1                              | 0                              | 0                              | -                   | -                   | -                   | -                   | 59    | 2     | 1     |
| 2021-2022             | RFC Liège             | Nationale 1           | 24          | 0           | 0           | 2                     | 0                     | 0                     | -          | -          | -          | -                              | -                              | -                              | -                              | PO                  | 5                   | 0                   | 0                   | 31    | 0     | 0     |
| 2022-2023             | RFC Liège             | Nationale 1           | 35          | 1           | 0           | 1                     | 0                     | 0                     | -          | -          | -          | -                              | -                              | -                              | -                              | -                   | -                   | -                   | -                   | 36    | 1     | 0     |
| 2023-2024             | RFC Liège             | Division 1B           | 29          | 6           | 5           | 1                     | 0                     | 0                     | -          | -          | -          | -                              | -                              | -                              | -                              | -                   | -                   | -                   | -                   | 30    | 6     | 5     |
| Sous-total            | Sous-total            | Sous-total            | 88          | 7           | 5           | 4                     | 0                     | 0                     | -          | -          | -          | -                              | -                              | -                              | -                              | -                   | 5                   | 0                   | 0                   | 97    | 7     | 5     |
| 2024-2025             | SV Zulte Waregem      | Division 1B           | 26          | 2           | 8           | 2                     | 0                     | 0                     | -          | -          | -          | -                              | -                              | -                              | -                              | -                   | -                   | -                   | -                   | 28    | 2     | 8     |
| 2025-2026             | SV Zulte Waregem      | Division 1A           | 4           | 0           | 0           | -                     | -                     | -                     | -          | -          | -          | -                              | -                              | -                              | -                              | -                   | -                   | -                   | -                   | 4     | 0     | 0     |
| Sous-total            | Sous-total            | Sous-total            | 30          | 2           | 8           | 2                     | 0                     | 0                     | -          | -          | -          | -                              | -                              | -                              | -                              | -                   | -                   | -                   | -                   | 32    | 2     | 8     |
| Total sur la carrière | Total sur la carrière | Total sur la carrière | 167         | 9           | 14          | 14                    | 2                     | 0                     | 1          | 0          | 0          | -                              | 1                              | 0                              | 0                              | -                   | 5                   | 0                   | 0                   | 188   | 11    | 14    |

## Palmarès

### En club
|  |  | RFCU Luxembourg - Coupe du Luxembourg (1) : - Vainqueur : 2018 - Supercoupe du Luxembourg : - Finaliste : 2018 |  | RFC Liège - Championnat de Belgique de troisième division : - Vice-champion : 2022 et 2023 |  | SV Zulte Waregem - Championnat de Belgique de deuxième division (1) : - Champion : 2025 |